# Clastobryum cuculligerum
Clastobryum cuculligerum là một loài Rêu trong họ Sematophyllaceae. Loài này được (Sande Lac.) Tixier mô tả khoa học đầu tiên năm 1969.